# 落合登
落合 登（おちあい のぼる）は、日本の元アマチュア野球選手（投手）。

## 経歴・人物
徳島県板野郡北島町出身。鳴門高校では、エースとして活躍。1970年の第42回選抜高等学校野球大会では笹本信二とバッテリーを組んで勝ち進み、準々決勝では淡口憲治、羽田耕一のいた三田学園高校に1-0で完封勝利。しかし準決勝で北陽高校に2-6で敗れる。同年夏は南四国大会準決勝で高知商業高校の中沢一彦投手（法大－三菱自動車川崎）に抑えられ敗退、甲子園の出場を果たすことはなかった。
高校卒業後は、四国鉄道管理局に入社する。1974年の第1回社会人野球日本選手権大会に出場し、準決勝までに進んだ。しかし、エースの田村忠義らが擁する日本鋼管福山に敗れた。また、優秀選手にも選ばれた。同年のドラフト会議で近鉄バファローズから3位指名を受けたが、入団を拒否し、チームに残留した。翌年の都市対抗野球では丸善石油の補強選手として準々決勝では日本鋼管に対して5回1失点で古賀正明へ繋ぐとチームが逆転勝利を収め、準決勝も先発したが優勝する電電関東を相手に2回途中で降板し、敗退した。